# Francesco di Marco Datini
Francesco di Marco Datini (1335 - 1410), né et mort à Prato, en Toscane, était négociant, banquier, producteur de laine et spéculateur. La société qu'il a fondée et entretenue pendant des décennies a surtout été active dans la Méditerranée occidentale mais également en Angleterre, dans les Flandres et en Crimée. Il a dirigé de nombreuses autres sociétés dans leur regroupement. Cette structure a été fortement privilégiée par les grossistes toscans mais seuls quelques-uns se sont aventurés dans le secteur bancaire ou la spéculation sur les devises.
Toutefois, Datini est devenu célèbre d'une part par une fondation pour les pauvres de Prato qui existe encore aujourd'hui et d'autre part du fait que quasiment toute sa correspondance a pu être conservée, soit  152 000 lettres au total dont 11 000 privées. Elle est la base de l'un des plus importants instituts scientifiques de l'histoire économique du Moyen Âge tardif et donne des aperçus très précis du quotidien de l'époque.

## Biographie
Francesco naquit à Prato, en 1335. Son père et sa mère qui tenaient taverne en cette cité toscane étant morts de la peste noire, il vécut alors avec son autre frère sous la férule d’un tuteur acariâtre et de Piera Boschetti qu'il appellera sa « mère de remplacement ».

### Son installation à Avignon
Ayant exigé sa part d’héritage, il quitta sa ville natale pour Pise et, de là, il partit s’installer à Avignon. Il arriva dans la cité des papes le 21 février 1358. Francesco, qui avant son départ de Toscane avait lié de solides relations dans sa province, mit en place un réseau de petites affaires entre l’Italie et Avignon.

### Un négociant avisé
De 1363 à 1365, il s’associa avec Niccoli di Bernardo pour vendre, auprès de la Cour pontificale, des articles venus des villes lombardes et toscanes. On aurait pu croire le moment mal choisi.
En effet, le 17 avril 1363, Urbain V, après avoir été informé de la victoire de Solaro remporté sur les Visconti, annonça son intention de retourner à Rome. Le lendemain, pour respecter le principe de l’indigénat, Foulques Ier d’Agoult fut renommé Sénéchal de Provence par la Reine Jeanne en remplacement de Ruggero San-Severino. 
Personne ne se serait risqué à prédire à Datini un brillant avenir commercial avec un pape sur le départ et un sénéchal d'origine provençale. Un an plus tard, il fonda une société au capital de 5 000 florins pour commercer avec Florence avec un nouvel associé, le Florentin Toro di Alberto. Cette association allait durer cinq ans. Le temps pour lui de devenir le plus important et le plus riche marchand de son époque.

### Une seule devise: «Au nom de Dieu et du profit»
Éclectique dans ses  affaires, il faisait venir des armures de Milan et des armes de Liège, il s’approvisionnait en broderie venue de Flandre ou de Venise et en lainage de Florence. L’indispensable négociant faisait aussi venir de cette cité des coffres peints, des émaux, des ornements sacerdotaux de Crémone, des draps fins de Gênes, des voiles de coton de Venise, des soieries d’Espagne, des épices.
Pour satisfaire sa clientèle il vendit aussi des toiles de Bourgogne et de Bourg-en-Bresse, des chaperons de couleur de Paris, de la laine d’Arles, de l’huile de Béziers, du blé de Nîmes, et des objets métalliques de Lyon.
Francesco devint le fournisseur des prélats le plus en vue de la Curie et du Sacré Collège. Il entretint d’excellentes relations avec la famille de Grégoire XI, en particulier avec Aymar d'Aigrefeuille, le maréchal pontifical, ainsi qu’avec ses fils Jean de Gramat et le cardinal Guillaume d'Aigrefeuille le Jeune.
Plus tard, il eut comme pratique les cardinaux Tommaso Ammanati et Pierre d'Ailly. Ces clients fidèles et assidus firent sa renommée et sa richesse en lui achetant les fameux orfrois pour chapes et chasubles que Lucques lui fournissait ainsi que les tableaux à caractères religieux que le marchand obtenait à bas prix de Florence. Il n’hésita pas à donner un sens à son négoce en prenant pour devise Au nom de Dieu et du profit !

### Ses boutiques avignonnaises
|  |  |

En 1367, Datini ouvrit sa première maison de commerce à Avignon dans la Loge des Cavaliers à l’angle des rues de la Mirallerie et de la Lancerie. Cet établissement servit de modèle à tous ceux que le marchand allait fonder tout au long de sa fructueuse carrière. Il comprenait un entrepôt pour les marchandises en transit, une boutique de vente au détail, une table de changeur, une hostellerie et une taverne. 
Il fut le premier à profiter d'une bulle pontificale daté du 18 mars 1368 et signée Rome. par Urbain V Afin d'éviter la récession économique, le pontife conseillait à Philippe de Cabassolle, recteur du Comtat Venaissin et gouverneur d'Avignon, d'accorder libertés et privilèges aux marchands et négociants en laine avec exemption de taille ainsi qu'aux meniers s'installant sur les rives de la Sorgue et de la Durance. 
En 1374, il se fit construire, sur la place du Change, une superbe maison décorée de fleurs de lys jaune sur fond bleu dans laquelle il ouvrit une nouvelle boutique.

### Une chance inespérée
Le 31 mars 1376, lors d’un consistoire, Grégoire XI jeta l’interdit sur Florence, Pise, Lucques et Bologne en révolte contre la papauté à l’annonce de son retour à Rome. Les six cents banquiers et marchands florentins résidant à Avignon furent donc expulsés. Ce faisant, le pontife venait de se priver des ressources financières qu’il pouvait espérer des banques florentines et qui étaient fort nécessaires à son départ pour l’Italie. 
Il trouva toutefois un palliatif en demandant à Andrea de Tici et à Datini de se substituer aux Florentins pour créditer la Révérende Chambre Apostolique. Ces deux négociants-banquiers, protégés de l’interdit car originaires de Pistoia et de Prato, restèrent les seuls sur la place et l’aisance de leurs affaires ne fit que croître.  
Surtout pour Francesco qui, le 18 novembre, passa avec Nastagio di ser Tommaso un contrat d’association pour exploiter les salines de Peccais en Camargue. Ce sel fut entreposé et vendu à Beaucaire, Orange et Pont-Saint-Esprit.

### Le retour à Prato

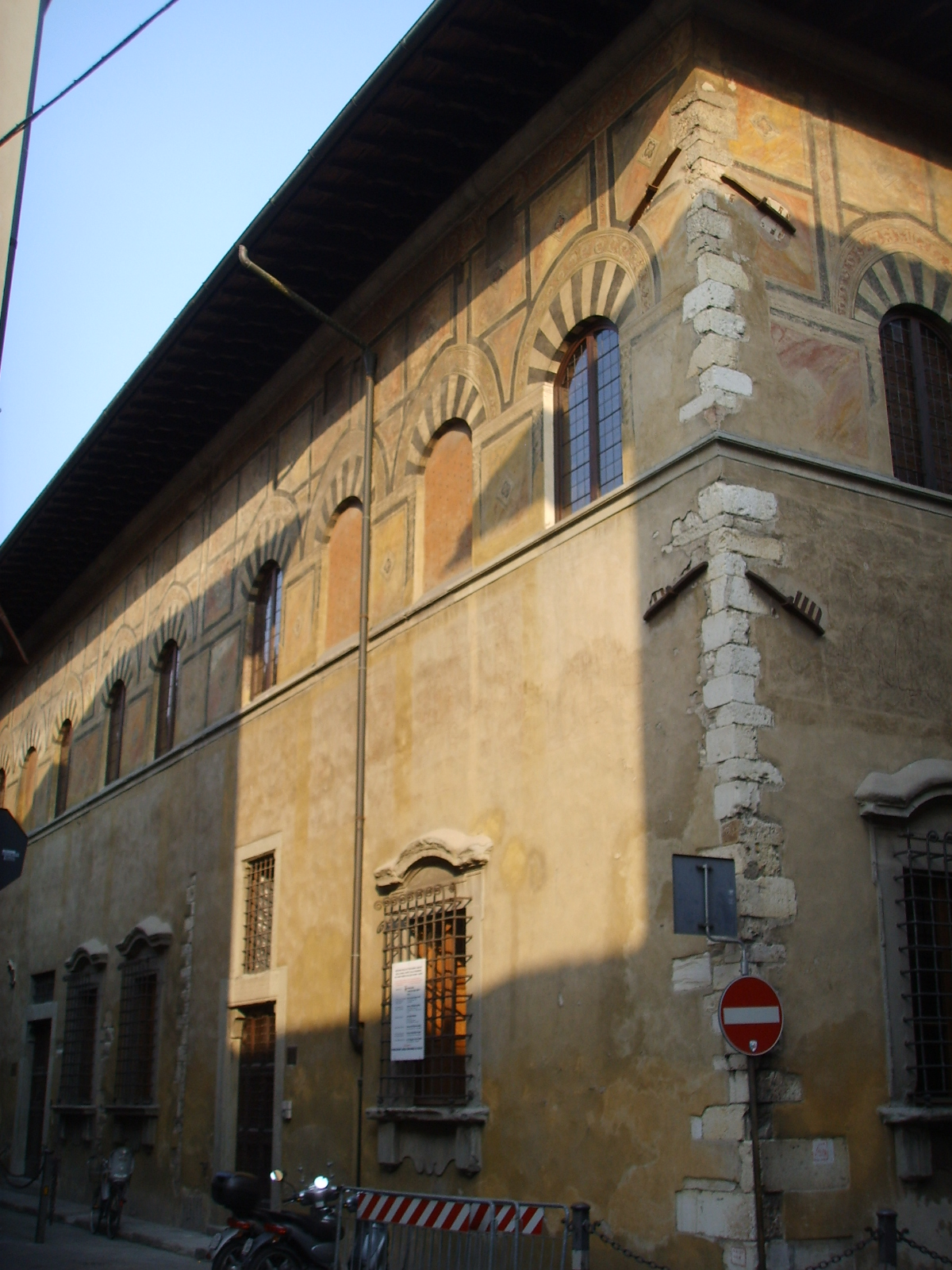
Le Palazzo Datini à Prato

Datini, fortune faite, profita de l’expédition militaire de Louis d'Anjou parti conquérir le royaume de Naples pour revenir en Toscane. Les dernières troupes du frère du roi de France quittèrent Avignon le 7 juin 1382. Pour suivre le duc, le marchand laissait sa boutique avignonnaise à ses facteurs Francesco Boninsegna de Matteo et Tieri di Benci. 
Son retour au pays ne l'empêcha point de continuer à réaliser de juteuses affaires. Dès 1384, Cristofano Carocci, son facteur de Bruges, lui indiquait quelles étaient les difficultés de certaines nefs pour assurer un trafic rentable entre le sud et le nord de l’Europe en échange des marchandises pondéreuses qu’elles débarquaient dans les ports de Southampton et de Bruges : vin, huile, alun, coton, etc.. 
Datini ne se fit pas répéter par deux fois la leçon. Aussitôt un de ses facteurs se rendit à Arles pour y acheter de la laine qu’il fit embarquer à Aigues-Mortes sur une nef en partance pour Porto-Pisano raccourcissant ainsi l’approvisionnement.

### Une entreprise à l’échelle de l’Europe
Ce retour à Prato permit à Datini d’accumuler une immense correspondance provenant de ses différents comptoirs disséminés à travers l’Europe. 
Dès son arrivée, en 1382, il fonda une compagnie commerciale tout en se faisant construire un palais dans sa ville natale. Un an plus tard, il créa une nouvelle compagnie à Pise. La même année, il se lança dans l’art de la laine et ouvrait sa propre fabrique à Prato ainsi qu’une banque à Florence sise au Marché Neuf de la Porta Rossa. 
Ses affaires concernaient alors tout ce qui avait trait au négoce et à la banque. Au cours de cette décennie, il ouvrit un comptoir à Bruges, dès 1384, puis étendit ses activités vers Gênes (1392), Valencia et Barcelone (1393) et Majorque (1395).

### Prato
À Prato, possession de Florence où il était retourné en janvier 1383 après être devenu riche, Datini devint membre de l'Arte della Lana, la guilde de la laine.
Ce n'est qu'avec cette affiliation qu'il pouvait gérer un commerce en rapport avec la laine et représenter en même temps ses intérêts dans le gouvernement urbain.
Là, il s'engagea dans deux entreprises à Pise et Florence avec son ancien tuteur, le tisserand Piero di Giunta, et un parent éloigné.
L'une était une société commerciale familiale, l'autre une entreprise unipersonnelle.
En 1384, à Prato, Datini fonda avec succès une société modeste pour la laine avec un maître teinturier, Piero di Giunta del Rosso, et Niccolò, fils de ce dernier, au sein de l'Arte dei Tintori, la guilde des teinturiers.
À la suite du décès de Piero en 1394, il prit Agnolo, le fils de Niccolò, comme partenaire.
Cette union entre relations et participants dans une coopération personnelle est restée typique des organisations commerciales de Datini. Ces organisations ont acheté à l'étranger, notamment en Angleterre, le tissu de laine à l'état brut pour le finir à Prato.
Une entreprise de confection de voiles allait bientôt se joindre à cette société.
Pour avoir une représentation appropriée à son statut dans la ville, Datini fit construire, entre 1383 et 1399, un palais urbain entre la Via Rinaldesca et la Via del Porcellatico.
Des peintres célèbres de l'époque, comme Niccolò di Pietro Gerini, Agnolo Gaddi et Bartolomeo di Bertozzo l'ont décoré.
Devant le bâtiment, on trouvait un jardin avec des roses et des viola.
Devant l'entrée actuelle se trouvait un autre bâtiment de sorte que l'emprise du palais à l'époque dépassait de loin l'emprise du palais actuel
.
Piero di Giunta del Rosso avait déjà acquis le terrain en 1354.
Le premier bâtiment, encore très modeste, n'a coûté que soixante-trois lires six soldi.
Petit à petit, d'autres bâtiments limitrophes furent achetés.
En 1399, Datini avait calculé les dépenses totales à environ 6 000 florins.

### Florence
Comme son rayon d'action commercial avait fait exploser depuis longtemps le petit Prato, Datini déménagea à Florence et fonda une société avec Stoldo di Lorenzo et un autre homme d'affaires à Florence, puis une autre en 1388 avec Domenico di Cambio qui subsista jusqu'à son décès. Dans la même année, il devint membre de l'Arte della Seta, la guilde des fabricants de soie.
En 1392, la société florentine participa à une entreprise génoise dans laquelle les trois partenaires locaux devinrent directeurs : « Francesco di Marco, Andrea di Bonanno & CO » .
En même temps, Datini faisait de son entreprise pisane une société dans laquelle la société florentine a également possédé la grande majorité des parts.
Cette société pisane pouvait mettre son capital à la disposition d'autres entreprises : c'était une autre étape visant à une interdépendance plus étroite.
L'année suivante, l'entreprise génoise fonda des filiales à Barcelone, Valence et sur l'île de Majorque.
Luca del Sera, qui allait compter parmi les exécuteurs testamentaires de Datini, alla alors à Barcelone.
En 1394, la fondation de trois autres entreprises à Barcelone, Valence et sur Majorque eut lieu avec des agences sur Ibiza et à San Matteo, un village dans la Catalogne. Alors que San Matteo devenait le point de collecte important, Ibiza était célèbre pour son sel. La filiale en ce lieu a été dirigée par les Florentins. Datini ne s'est effectivement entouré presque que de Toscans, le plus possible des villes qui lui étaient connues, mieux encore issus de relations proches ou lointaines.
En 1395, Datini devint membre de la guilde des teinturiers florentine. Un an plus tard, il fonda la société commerciale catalane ayant comme siège Barcelone puis Valence. L'entreprise florentine fut encore majoritaire dans le capital, les trois filiales étant dirigées par les trois associés.
En outre, son entreprise individuelle continuait à prospérer alors qu'elle avait pris un rôle principal dans son système d'entreprise. Une telle interdépendance de parts de capitaux devrait devenir typique de la société de Datini, société dont les fils remontaient à Florence. Les différentes sociétés ont simplement été reliées mutuellement à sa personne et/ou son capital, ce qui lui donnait le pouvoir de décision.

### Margherita
La femme de Datini, Margherita, est née en 1357 et épousa Francesco à l'âge de dix-neuf ans à Avignon.
Leur union est restée stérile. En 1380, Monte Angiolini écrivit à Datini que ce fait représentait une grande charge après quatre ans. Il s'est excusé le 21 juin 1381 auprès de Margherita pour son interférence.
La distance entre les époux augmenta clairement, ce qui fut une des causes de la vaste correspondance entre eux.
Elle suivit Francesco en 1383 à Prato et changeait pour Florence quand, de temps à autre, Francesco déplaçait ses affaires là-bas. De Florence, elle reçut 132 des 182 lettres écrites par son mari. Elle en reçut 44 autres de Prato et 6 de Pise. Margherita resta de plus en plus à Prato et veilla au développement de la maison et du domaine ainsi que du quotidien avec son énorme budget.
Dans leur échange de lettres, de nombreux principes de la correspondance commerciale ont été respectés comme, par exemple, l'indication de la date de délivrance, du messager mandaté, du rapport avec la dernière lettre, ainsi que la date de réception à l'heure près ou la note « répondu le… ».
Donc, nous savons qu'au moins 61 lettres de Francesco et 24 de Margherita se sont perdues, desquelles nous en connaissons 248 en tout.
Des lacunes temporelles sont surtout nées du fait qu'ils habitaient sous le même toit, comme en 1393 quand ils ont fui à Pistoia avant la peste, ou en 1400-1401 quand ils sont allés à Bologne pour la même raison.
La plupart des lettres datent des années 1394-1395 et 1397-1399, périodes dans lesquelles jusqu'à trois lettres par jour ont pu être écrites.
Datini dictait occasionnellement ses lettres, les a même parfois fait écrire dans son sens. Margherita devait les dicter puisqu'elle ne savait pas écrire.
En outre, les deux soulignent que, si ça devenait trop personnel, le reste devrait être dit  a bocca, c'est-à-dire oralement ; les deux se tutoyaient comme s'ils avaient personnellement dicté ou écrit.
Des 182 lettres écrites par Francesco, il n'en a perceptiblement écrites que 48 de sa propre main.
Les autres lettres comportent 18 écritures différentes (Datini a écrit au total environ 7 000 lettres).
Pourtant Datini a passé des contrats innombrables, les a traités et donné des instructions, a examiné des projets avec Margherita - et cependant son rôle de confidente et de conseillère s'est accru petit à petit.
Cela n'était nullement évident car, en 1387, Datini eut un fils illégitime nommé Francesco de son esclave Ghirigora, un enfant qui décéda en 1388.
Autour de 1375, il avait probablement déjà reconnu un fils qui est toutefois mort également tôt.
La mère avait été mariée à la hâte, encore pendant la grossesse.
Margherita en avait été horripilée et s'était sentie humiliée.
En 1392 en outre, Ginevra naquit, également fille d'une esclave.
Francesca, la sœur de Margherita, qui avait été mère à plusieurs reprises, lui recommanda même de consulter un charlatan en 1393 pour pouvoir quand même avoir encore un enfant.
En même temps, Margherita souffrait manifestement de saignements abondants et de règles douloureuses.
Après toutefois un refus initial, Margherita admit l'enfant et s'inquiéta bientôt affectueusement de Ginevra.
Ainsi, elle s'occupa du choix d'une nourrice, de l'équipement, de l'éducation et de sa formation comme l'achat de jouets et d'instruments de musique appropriés.
Elle l'avait acceptée presque comme sa propre fille.
La mère, Lucia, fut affranchie et Datini la maria à un de ses collaborateurs.
Elle vécut sur le budget de Margherita et les deux femmes se lièrent même d'amitié.
Francesco essayait constamment de contrôler et de diriger sa femme - ce qui constitue une partie considérable de leur correspondance - et a longtemps sous-estimé sa femme qui, pendant des décennies, a conduit un énorme chantier et une grande famille et a accueilli et servi de nombreux hôtes dont Francesco Gonzaga.
Leurs nièces sont également venues à la maison et ont habité là encore et toujours plus longtemps, comme Tina, dont Margherita s'inquiéta de la formation - et elle devrait apprendre à lire.
Certes Margherita ne pouvait que lire des lettres simples mais elle était en mesure de présenter des circonstances très compliquées et de les dicter - une capacité que Francesco ne reconnut qu'à partir de 1386.
Margherita elle-même s'était essayée dans l'écriture - une première lettre à l'écriture incertaine vient de 1387 - et, en 1396, Ser Lapo Mazzei s'étonna de ses progrès.
À partir de 1399, elle enseigna l'écriture à son fils.
Cette année, elle écrivit aussi les lettres à Francesco principalement seule.
Comme cela prouvait assez ses capacités, elle n'écrivait dès lors plus qu'une seule lettre de sa propre main.
À cette époque, Francesco et Margherita vécurent encore plus dissociés qu'auparavant.
Quand Francesca, la sœur de Margherita décéda en 1401, les amis de Francesco durent lui demander d'urgence d'au moins réconforter sa femme.

### Fondation bancaire et spéculation

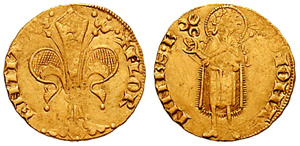
Le florin d'or vers 1340
Avers et revers

En 1399, Francesco Datini alla à Florence et risqua la fondation d'une banque avec un habitant de Prato.
De telles banques existaient certes déjà, peu communément cependant, avec les simples prêteurs sur gages lombards, les Lombardi, mais qui prêtaient également de l'argent et ont ainsi été soupçonnés de pratiquer l'usure.
Domenico di Cambio, l'associé de Datini, pensait : « Francesco di Marco veut perdre son image… pour devenir un changeur d'argent qui ne pratique pas l'usure, ce que personne ne peut prétendre être ».
Le 4 mars 1399, Datini devint membre de l'Arte del Cambio, la guilde des changeurs.
Cependant, il évita de s'aventurer dans les opérations de crédit avec des « grands », ecclésiastiques ou laïcs.
Dans son enfance, des banques beaucoup plus grandes avaient ainsi fait faillite comme les banques florentines des Bardi et des Peruzzi.
Mais Datini s'était avancé depuis longtemps - aux yeux de ses contemporains - en terrain beaucoup plus risqué.
Il avait commencé les affaires de spéculation dans lesquelles il avait au total 5 000 opérations de change en cours sur les fluctuations de différentes monnaies, surtout entre les Flandres, Barcelone et l'Italie.
Domenico di Cambio préférait gagner « plutôt 12 % à des affaires des commerce que 18 % à des affaires de change ».
Cet essor a été presque réduit à néant en 1400 par une catastrophe.
Une vague de peste renouvelée tua presque tous ses partenaires de sorte qu'il dut fermer ses entreprises à Pise et à Gênes.
Pour la même raison, la banque à Florence dut fermer et la production de laine et de tissu de soie être déplacée à Prato.
Quand, après un an, Datini s'en revint de Bologne où il avait fui la peste, il se plaignit le 20 septembre 1401 de la perte de ses meilleurs collaborateurs comme les spécialistes bancaires Bartolomeo Cambioni, Niccolò di Piero, qui s'y entendait sur les techniques de production, Manno d'Albizzo et Andrea di Bonanno, qui avaient dirigé les filiales respectivement dans les secteurs pisan et génois.
Datini récupéra certes largement de cet impact lourd en peu d'années mais il réfléchit toutefois de plus en plus fréquemment à la fondation d'une œuvre de bienfaisance, ce qu'il exprima dans des lettres à son ami Ser Lapo Mazzei de Florence.
Cela devenait évident dans la mesure où les sociétés se virent contraintes de faire parvenir à Dieu une part de leur profit réalisé, oui : lui ouvrir son propre compte (« Messer Domeneddio »).
C'était pour les pauvres et ça a été payé la première lors de la dissolution d'une société.

### Essor dans le Calimala
En 1404, âgé de presque soixante-dix ans, il réussit à se faire admettre dans la corporation florentine la plus importante : l'Arte di Calimala, la guilde des producteurs de tissu.
Les commerçants de tissu qui commerçaient avec les tissus de la qualité la plus élevée appartenaient à cette guilde.
À partir de là, des contacts commerciaux le reliaient à plus de quarante villes italiennes et au moins dix villes françaises, à Bruges et à quelques autres endroits dans le Saint-Empire mais également au Maroc, à l'Algérie, à la Tunisie et au Levant, soit au total 267 places.
Par exemple, 1 634 lettres de 63 expéditeurs différents lui sont parvenues uniquement de Rome.

### Testament
Après le décès de Datini le 17 juillet 1410, son épouse Margherita,
qui devait mourir dix ans plus tard, et son associé Luca del Sera furent établis en tant qu'exécuteurs testamentaires.
Le total considérable compté précisément de 72 039 florins, neuf sous et 4 deniers alla, suivant le désir de Datini, à une fondation pieuse.
Ses biens immobiliers furent estimés à 11 245 florins.
Sa femme s'occupa de tout le nécessaire, comme la commande d'une pierre tombale chez Niccolò di Piero Lamberti, visible encore aujourd'hui dans la cathédrale.
Elle-même se contenta d'une faible part de la fortune qui lui permit néanmoins une vie satisfaisante dans la maison du défunt.
La fondation Ceppo de'poveri 
célèbrera en 2010 sa 600e année d'existence.
La municipalité de Prato nomme aujourd'hui encore un comité de conduite de cinq membres ainsi que quatre membres honoraires, chacun de ces quatre membres représentant un quartier urbain.
Cette fondation administre depuis lors non seulement la fortune de Datini en faveur des pauvres de Prato mais aussi sa maison et sa correspondance complète.
Déjà avant la fondation Datini, depuis 1282 en fait, existait un Ceppo vecchio, de sorte que la fondation Datini s'appela bientôt Ceppo nuovo.
À la suite du pillage de Prato en 1512, les institutions furent lourdement endettées et durent fermer en 1537.
Toutefois Le 13 juin 1545, les deux fondations ont été réunies par  Cosme Ier de Toscane et prirent leur fonction sous le nom de Casa Pia de' Ceppi.
Depuis lors, elle s'occupe d'une part des pauvres de la ville et en particulier des enfants, d'autre part encourage l'art et sa restauration, notamment en ce qui concerne l'église San Francesco qui tenait au cœur de Datini.
Datini n'aurait probablement pas organisé cette fondation si son ami Ser Lapo Mazzei ne l'avait pas convaincu.
Ce succès est probablement aussi dû à Margherita Datini qui a veillé à ce que son œuvre soit poursuivie dans ce sens.
Elle a veillé à ce que des peintures rappelant la vie du défunt soient posées sur les façades de la maison.
Une partie des maisons a servi à la fondation pendant longtemps comme hôpital.
Déjà en 1399, Francesco avait participé au pèlerinage des Bianchi (les Blancs) qui, pieds nus et habillés seulement de bure blanche, allaient de ville en ville, priaient et tentaient de réconcilier les ennemis.
En plus de cela, Datini était propriétaire d'une copie de la Divine Comédie de Dante.

## L'empire du commerce
Le système d'entreprise de Datini

atteignit son expansion maximale en 1399.
Il comprenait des sociétés commerciales, des banques et des entreprises de production, en particulier pour le traitement des tissus semi-finis.
Bien qu'Il ait traité des affaires dans le bassin méditerranéen oriental, il concentrait toutefois, comme beaucoup de ses contemporains, largement ses entreprises du côté occidental.
la possibilité de déplacer des fonds par virement a joué un rôle crucial dans ce choix pour l'ouest.
Dans le bassin méditerranéen occidental, Datini a fondé aussi bien des entreprises individuelles que des sociétés de personnes et de capitaux.
Soit lui-même était majoritaire dans le capital des différentes sociétés, comme à Avignon dans les deux entreprises de production et dans la banque, soit la société florentine était majoritaire, comme dans le cas des entreprises à Pise, à Gênes et en Catalogne.
Comme ces sociétés n'investissaient qu'une partie de leur capital dans d'autres entreprises et n'étaient reliées que par une union personnelle, elles ne pouvaient plus se mettre mutuellement en faillite.
Datini a dirigé ce complexe sous la forme d'une société de gestion dans laquelle la société-mère à Florence, sans produire elle-même, détenait une grande part des capitaux des entreprises qu'elle dirigeait.
Une forme d'organisation que les Médicis développèrent pleinement au cours du XVe siècle.
Datini a personnellement dirigé l'intégralité de l'entreprise en tant que Maggiore - c'est ainsi qu'il était appelé.
Avec le soutien des collaborateurs de l'entreprise florentine, il réglait les plus insignifiantes questions de personnel, le choisissait, veillait à sa formation et à son contrôle, acceptait les rapports de n'importe qui et donnait lui-même continuellement des instructions écrites.
Il se servait de sa plume cinquante fois par jour en moyenne.
Suivant cette forme d'organisation, Datini a dirigé seul deux entreprises, à savoir à Florence et Prato, plus des entreprises collectives à Avignon, Gênes, Barcelone avec ses filiales à Valence et sur Majorque, Pise, plus deux entreprises à Prato et deux à Florence.
Au total, il s'agissait de six sociétés commerciales dont une qu'il dirigeait personnellement, deux entreprises de production (Compagnia della Lana pour la laine et Compagnia della Tinta pour la teinturerie), une banque, plus l'entreprise mixte qu'il dirigeait personnellement à Prato.
Tout cela a provoqué une correspondance étendue, laquelle a été complétée par d'autres destinataires dans de nombreuses lieux.
En 1962, Federigo Melis a trié ce vaste travail de correspondance entre environ 280 adresses d'expéditeurs et de destinataires notées dans les lettres.
Dans toutes les sociétés, les partenaires accomplissaient, mais surtout Datini en personne, une grande partie des travaux.
Malgré cela, chacune de ses entreprises avait des facteurs encore fermement employés : notaires, comptables ou caissiers, messagers et apprentis qui, contrairement aux Compagni, les associés, ne participaient pas au profit.
Dans les archives de Datini se trouve un contrat avec Berto di Giovanni, un jeune homme de Prato qui travailla trois ans durant pour Datini ; il devait toucher quinze florins pour la première année, vingt pour la deuxième et vingt-cinq pour la troisième plus le remboursement de tous ses frais.
Un reçu existe également pour le salaire d'un jeune comptable qui a reçu douze florins par an.
Les possessions de Datini comprennent environ six cents livres de comptes (Libri contabili) de types tout à fait différents.
Ils indiquent clairement la pratique commerciale de l'époque.
Il y avait les Quadernacci di Ricordanze, qui ne sont pas plus larges que des carnets, dans lesquels les recettes et les dépenses étaient notées chaque jour telles qu'elles arrivaient.
Toutes sortes de notes, même en quelques mots, avaient été rajoutées sur les dernières nouvelles du jour.
Dans les Memoriali, les entrées des Ricordanze ont alors été systématiquement récapitulées.
Enfin, les Libri grandi qui ont orienté chaque société, et ce (depuis 1382 dans la centrale et 1397 à Avignon) dans une comptabilité en partie double, ont été pour Francesco magnifiquement reliés de parchemin ou de cuir, ont porté sa marque de commerce et ont été fournis de manière continue avec les lettres de l'alphabet.
D'après l'usage de l'époque, la première page comportait presque toujours une maxime religieuse comme : « Au nom de Dieu et de la sainte Vierge Marie » ou « Au nom de Dieu et du profit » .
En plus, des livres des recettes et des dépenses (libri d'entrata e d'uscita) ont aussi été tenus, des livres des débiteurs et des créditeurs nommés libri dei debitori e creditori, dans lesquels les sorties et rentrées d'argent liquide ont été enregistrées et qui ont encore été récapitulés dans le Libri d'Entrata e d'Uscita della Cassa grande.
Dans la maison de commerce à Avignon se trouvaient des cassettes pour l'argent liquide qui étaient comptées chaque soir et vidées dans les Cassa grande. Francesco Datini en était l'unique possesseur des clés.
Chaque boutique particulière tenait ses livres qui contenaient des listes d'inventaire, des reçus, des lettres de voiture etc. ; les partenaires et les facteurs à l'étranger tenaient également registre, il y avait en outre des registres de bien immobiliers, bordereaux de salaire, plus les douze livres opérationnels de l'entreprise de tissu de Prato.
Enfin, Datini tenait aussi registre privé et notait dans les livres de compte « di Francesco proprio » ses dépenses personnelles et les dépenses pour son budget, tandis que les contrats de partenariat, les déductions qui ont donné une explication sur l'état des capitaux respectifs de chaque associé ainsi que bilans avant tout étaient enregistrés dans un Libro segreto, un livre secret.
Le droit du commerçant de fermer ces livres à l'examen public était ancré si solidement qu'un ami de Datini écrivit, quand en 1401 les employés des contributions de la municipalité urbaine de Florence ont exigé de connaître tous ces livres : « La situation d'urgence financière de la municipalité la force à commettre ces effronteries ».

## Les archives de Datini
Déjà à Avignon à partir de 1364, Datini commença à conserver ses documents. La plupart des documents datent donc des années 1382 à 1410, la deuxième moitié de sa vie de commerçant. Les archives de Datini sont de loin les plus vastes récupérées d'un commerçant du Moyen Âge.
Elles comportent environ 150 000 pièces dans 592 dossiers, plus de 125 000 lettres commerciales, environ 11 000 lettres privées et 15 802 autres documents de types différents.
Rien que les 574 livres de comptes y compris les livres principaux forment un fonds énorme.
De plus, on y trouve environ 300 contrats de partenariat, généralement les contrats avec d'autres entreprises qui étaient dans une relation d'affaires avec les entreprises de Datini.
Enfin à côté d'une multiplicité d'autres documents, les archives contiennent environ 5 000 opérations de change.
La transmission s'arrêta en 1422.
Tous ces documents se trouvent aujourd'hui encore dans la maison de Francesco et Margherita Datini à Prato dans la Via Lapo Mazzei - un nom qui eut pour Datini une grande importance, car il était un ami proche et un conseiller digne de confiance.
L'étage se trouve encore largement dans l'état original.
Peu après 1410, la fondation fit poser des peintures aujourd'hui fortement passées.
Les fenêtres du rez-de-chaussée ne furent changées qu'au XVIIe siècle dans le cadre d'une rénovation.
Lorsqu'au XVIIe siècle l'équipement complet de la maison fut évacué pour la rénover, on enleva aussi les « papiers » de Datini des armoires et on les déposa sous un escalier de la maison. Ils restérent oubliés là  jusqu'en 1870.

## Redécouverte
Le réinventeur réel des papiers était l'archidiacre Don Martino Benelli, de Prato, qui, en 1870, tria les documents insérés dans des sacs cousus à l'aide de Don le Livio Livi.
Pendant la restauration de la maison de Datini d'abord, les stocks furent déplacés dans la résidence de l'évêque.
En 1958 seulement, à l'occasion d'une exposition internationale avec la participation de scientifiques soviétiques - Datini avait établi des relations commerciales jusqu'à la Crimée - et le patronage du président de la république Luigi Einaudi, on en vint à remettre les stocks à leur place d'origine.
Le ministère de l'intérieur, qui supervise en Italie toutes les archives, décréta qu'une dépendance des archives nationales à Florence devrait être organisée ; elle devint rapidement autonome.
Federigo Melis et Armando Sapori, qui étaient désunis sur l'importance de la « petite »  entreprise de Datini, permirent que de nombreux scientifiques (surtout italiens d'abord) fouillèrent les archives en vue de faire progresser leurs secteurs de recherche respectif.
Ainsi, les stocks ont émergé non seulement dans les études historiques de la ville mais aussi dans les travaux thématiquement plus fortement focalisés comme l'histoire de l'argent, de la banque et du crédit de de Roovers.
Entre-temps, il y eut très peu de questions sur l'histoire économique médiévale sur laquelle les archives de Prato ne donnèrent pas de réponse.
Les limites furent élargies sur les questions d'histoire des mentalités jusqu'à des études de détail minutieuses  concernant le fonctionnement interne d'une telle entreprise.
Mais les questions à ce sujet se sont entre-temps étendues, n'affectant plus directement les domaines de l'histoire du commerce mais touchant celles de l'écriture, de l'histoire des dynasties, du maintien de l'ordre etc.
En outre, on prit la motivation de cet accomplissement pour fonder un institut de recherche propre, l'Istituto storia economica "Francesco Datini" qui organise chaque année des semaines d'exposés et de discussion à thèmes variés et encourage généreusement des recherches pour leur accomplissement.
En plus d'être fortement ancré scientifiquement, l'Institut l'est aussi dans la ville même de Prato. 
D'excellents travaux de vulgarisation scientifique, surtout ceux d'Iris Origo, ont aussi fait reconnaître Datini et l'esprit commerçant de son temps au-delà des milieux spécialisés.

### La Pratica Datiana: un document historique irremplaçable
Grâce à ses multiples activités, Francesco di Marco Datini est considéré comme « un observateur incomparable du monde des affaires ». Ses archives sont décrites par les historiens comme les véritables annales de la vie et de l’activité du Comtat Venaissin, de l’État d’Avignon et de la Provence pour la fin du XIVe siècle. 
Elles contiennent des renseignements de première main sur l’un des événements les plus importants qui domina cette période : la guerre privée menée par Raimond de Turenne contre la papauté d'Avignon, et Marie de Blois, veuve de Louis d’Anjou et comtesse de Provence. En voici quelques exemples :
Le 28 juillet 1390, Nicola de Bonaccorsa, s’inquiétait et en faisait part à Datini : « Il se fait peu de commerce ici à présent parce que les hommes d’armes de Messire Raymond de Turenne parcourent le pays et font beaucoup de ravages ; le pape a levé des troupes pour leur faire la guerre et la ville d’Avignon 50 lances pour garder le Comtat, car ils sont sous les murs d’Avignon. Les bandes de Messire Raymond ont fait des prisonniers et tué deux hommes ». 
Deux ans plus tard la situation avait empiré. À la date du 18 juin 1392 le facteur écrivit : « Les nouvelles d’Avignon ? La guerre avec Messire Raymond de Turenne, les gens dépouillés jusqu’aux portes [de la ville], et j’ai payé 57 florins de taille ! ».
Le 5 août de cette même année, il espérait : « Si cette paix pouvait se faire entre le Saint-Père et Messire Raymond de Turenne, qui tient enténébré ce pays, ce serait une bonne opération et le pays pourrait travailler. »
Enfin le 12 décembre il pouvait jubiler : « Ainsi que vous en avez été avisé par les vôtres, il ne s’est fait ici, depuis un certain temps, que très peu de commerce, à cause de la guerre qu’a faite Messire Raymond à ce pays ; maintenant c’est la paix et il y a peut-être deux mois le grand chemin de Bourgogne a été rouvert. »
Mais horrifié, il indiquait dans sa lettre du 28 décembre : « D’abord, ainsi que nous vous le disions dans la précédente, les lettres que vus nous aviez envoyées, le 22 du mois dernier, furent toutes enlevées au courrier qui les portait par les gens de Messire Raymond et ensuite toutes brûlées, soyez-en avisés, et voyez les gens de peu qu’ils sont ! » 
Le 21 mars 1393, le facteur, qui avait retrouvé tout son moral de négociant, fit parvenir cette bonne nouvelle : « Le 10 mars, le sénéchal de Provence est parti d’Avignon avec 1 200 chevaux au moins ; ils sont allés à Aix pour faire la guerre à Messire Raymond, et à cause de ces hommes d’armes du 1er mars au 11 de ce mois, nous avons vendu en armes et en mercerie pour la valeur de 400 florins d’or environ. » 
Pourtant les malheurs n'étaient pas finis. La correspondance de l’année 1401 avertit l’ancien négociant avignonnais de l’incendie puis du bombardement de sa maison lors du siège du palais où était réfugié Benoît XIII.
La missive du 31 mai lui indiquait : « Le dernier jour du mois passé, la nuit, avant prime, quatre maisons ont brûlé devant chez vous, exactement en face de la chambre du haut dans laquelle vous aviez coutume de dormir ; et puis le feu fut chassé par le vent contraire dans votre chambre et la brûla avec lit, courtines, quelques marchandises, écritures et autres choses, parce que le feu était fort et prit à une heure où tout le monde dormait, si bien que nous ne pûmes sortir ce qui était dans votre chambre étant occupés à sauver des choses de plus grande valeur. »
Celle du 13 novembre informait : « L’homme du palais (le pape) a commencé à tirer la bombarde, ici, dans les Changes et dans la rue de l’Épicerie. Il a lancé dans votre toit une pierre de 25 livres qui en a enlevé un morceau et qui est venue tomber devant la porte sans faire de mal à personne, grâce à Dieu. »

### Fournisseur d’armes, trafiquant de prisonniers et marchand d’esclaves
Iris M. Origo, biographe de Datini, a dressé de ce personnage un portrait peu plaisant. Dans toute l’Europe occidentale et durant l’ensemble des guerres du XIVe siècle, les marchands et leurs facteurs réalisèrent d’énormes bénéfices en vendant marchandises et vivres aux camps adverses malgré des mises en garde plus ou moins péremptoires des pouvoirs pontificaux, royaux ou princiers. Ce fut le cas de Datini. 
Comme tous ses confrères, le négociant et ses facteurs n’hésitèrent pas à se lancer dans le fructueux commerce des prisonniers achetés puis revendus par eux à leur famille. 
Pire, Datini s'investit dans le trafic d’esclaves et l'autorisa à ses facteurs. Personnellement, il en eut deux enfants naturels : Francesco Ghirigora (1378-1388) et Ginevra. On sait aussi que Boninsegna le 25 janvier 1394, écrivit à Simone d’Andrea, son collègue de Barcelone, pour qu’il lui fournisse une jeune esclave afin de tenir sa maison d’Avignon.

### Armateur et amateur d’art
Ce richissime armateur accrut encore sa richesse grâce aux assurances qu’il proposa à ses confrères. Il fut le premier à proposer une couverture à prime pour les risques des expéditions maritimes dont il faisait monter les taux jusqu’à 18 % suivant les destinations.
Il consacra une partie de sa fortune à décorer son palais de Prato. En 1391, il y fit exécuter des fresques par Agnolo Gaddi, Bartolomeo Bertozzo et Niccolò Gerini. Outre des armoiries et des ornements, elles comportaient des motifs de jardins et de paysages, un Christ bénissant et un Saint Christophe, des allégories des Vertus et des Arts ainsi que des figures de héros antiques. 
Son seul problème fut à qui léguer son héritage. Marié à Avignon, lors du carnaval 1376, à Margharita, une jeune personne alors âgée de vingt ans, cette union se révéla stérile. En dépit de tous ses efforts, le fils légitime tant attendu ne vint pas. 
Datini, vaincu par le destin et à l’exhortation de son ami le notaire Ser Lapo Mazzei, sentant sa fin prochaine, décida de léguer sa fortune et ses biens aux Ceppi dei Poveri de Prato, et coucha ses volontés sur un testament daté du 31 juillet 1410. Les recteurs de la Casa dei Poveri, reconnaissants, firent alors exécuter son portrait sur un retable. Celui-ci se trouve aujourd’hui dans la galerie communale de Prato.